# The Unchastened Woman (film 1925)
The Unchastened Woman è un film muto del 1925 diretto da James Young, una delle poche pellicole interpretate da Theda Bara che sono riuscite ad arrivare ai nostri giorni.
La sceneggiatura si basa sull'omonimo lavoro teatrale di Louis K. Anspacher, andato in scena a Broadway il 9 ottobre 1915 che era già stato portato sullo schermo nel 1918 con un film dallo stesso titolo diretto da William Humphrey.

## Trama
Caroline Knollys, tutta felice, sta per dire a Hubert, il marito, di essere in dolce attesa quando, con sconcerto, trova l'uomo tra le braccia della segretaria. Decisa a dargli una lezione, gli tiene segreta la notizia che stava per dargli e parte, invece, per l'Europa. Dopo aver partorito, sul continente è accompagnata dappertutto da una dubbia nomea. Le notizie che arrivano a Hubert fanno nascere in lui la gelosia specialmente quando viene a sapere che Caroline sta tornando in patria accompagnata da Lawrence Sanbury, un giovane architetto che lei ha preso sotto la sua protezione. Ormai Hubert si è stancato di Emily, la segretaria, e vorrebbe riavvicinarsi alla moglie, ma non la trova per niente accondiscendente. Così decide di farle una visita inaspettata, convinto di sorprenderla in una situazione che li porterà al divorzio. Caroline, invece, gli presenta il figlio: davanti al bambino, la coppia finalmente si riconcilia.

## Produzione
Il film fu prodotto dalla Chadwick Pictures Corporation.

### Cast
Theda Bara (1885-1955): per la diva del muto, famosa per i suoi ruoli da vamp, fu l'ultimo film della carriera (girò ancora solo due cortometraggi). L'attrice si ritirò a vita privata insieme al marito, il regista Charles Brabin.

## Distribuzione
Il copyright del film, richiesto dalla Chadwick Pictures Corp., fu registrato il 16 novembre 1925 con il numero LP22004.
Distribuito dalla Chadwick Pictures Corporation, il film uscì nelle sale statunitensi il 16 novembre 1925.